# Ted Clayton
Edward „Ted“ Clayton (* 6. Januar 1911 in Paddington (London), Vereinigtes Königreich; † 20. Dezember 1994 in Westkap) war ein südafrikanischer Radrennfahrer.

## Sportliche Laufbahn
Clayton war im Straßenradsport und im Bahnradsport aktiv. Er war Teilnehmer der Olympischen Sommerspiele 1936 in Berlin. Das olympische Straßenrennen beendete er gemeinsam mit weiteren Fahrern auf dem 16. Rang. Im Sprint unterlag er im Vorlauf gegen Ferry Dusika und im Hoffnungslauf gegen Edgar Gray. In der 2. Runde schied er gegen Werner Wägelin aus. Im 1000-Meter-Zeitfahren kam er auf den 15. Platz.
Bei den Commonwealth Games 1934 in London wurde er Zweiter im Punktefahren sowie Dritter im Zeitfahren und im Sprint.